# Eucereon flavicincta
Eucereon flavicincta är en fjärilsart som beskrevs av William Schaus 1905. Eucereon flavicincta ingår i släktet Eucereon och familjen björnspinnare. Inga underarter finns listade i Catalogue of Life.